# Taisei
Taisei (大成, r. 1299-1309) foi um rei japonês  que liderou o arquipélago de Ryūkyū.